# Witalij Hubarenko
Witalij Serhijowytsch Hubarenko (ukrainisch Віталій Сергійович Губаренко, alternative deutsche Schreibweise gelegentlich Vitalij Gubarenko, * 13. Juni 1934 in Charkiw; † 5. Mai 2000 in Kiew) war ein ukrainischer Komponist.

## Leben
Bereits vor seinem 1960 erfolgten Studienabschluss in Komposition am Charkiwer Konservatorium bei Dmytro Klebanow unterrichtete Witalij Hubarenko selbst theoretische Fächer an einer Musikschule. In den 1960er-Jahren arbeitete er als Musikredakteur beim Regionalrundfunk Charkiw und Lehrer für Musiktheorie und Komposition am Kunstinstitut und der Musikfachschule von Charkiw. 1961 wurde er Mitglied des sowjetischen Komponistenverbandes. Seine erste Oper Die Zerstörung der Schwadron (1965–1966) wurde 1967 in Kiew, Odessa und Nowosibirsk aufgeführt und machte ihn schlagartig in der UdSSR bekannt, was mit weiteren Erfolgen dazu beitrug, dass er seit 1972 als freischaffender Künstler wirken konnte. Unter den Auszeichnungen für sein Schaffen sind der Ostrovsky-Preis (1967), der Titel eines „Verdienten Künstlers der Ukrainischen SSR“ (1969), der Taras-Schewtschenko-Preis (1984) und der Titel eines „Volkskünstlers der Ukraine“ (1993). Er war mit der Musikwissenschaftlerin Maryna Tscherkaschina (* 1938) verheiratet und Vater der Dichterin und Komponistin Irina Hubarenko (1959–2004). Witalij Hubarenko starb am 5. Mai 2000 in Kiew und wurde auf dem dortigen Baikowe-Friedhof beigesetzt. 
In seiner auf der ukrainischen und russischen Tradition von Komponisten wie Borys Ljatoschynskyj, Dmitri Schostakowitsch und Sergei Prokofjew fußenden Musik hielt sich Hubarenko an die von der sowjetischen Kulturpolitik geforderte Ästhetik des Sozialistischen Realismus, wobei er dies auch nach den Lockerungen der 1980er-Jahre und nach dem Zerfall der Sowjetunion und der staatlichen Unabhängigkeit der Ukraine 1991 mit den daraus folgenden Freiheiten beibehielt. Er komponierte Werke der verschiedensten Gattungen, wobei ein Schwerpunkt dem Musiktheater galt, für das er u. a. 13 Opern und mehrere Ballette schrieb.

## Werke (Auswahl)

### Oper
- Die Zerstörung des Geschwaders nach dem gleichnamigen Stück von Oleksandr Kornijtschuk op. 8 (1965–1966)
- Mamai nach einem Stück von Jurij Janowskyj op. 17 (1969)
- Liebesbriefe. Monodram nach einem Roman von Henri Barbusse op. 19 (1971)
- Erinnere dich an mich. Lyrische Novelle in einem Akt op. 19a (1977, rev. 1980 unter dem Titel Unvergessen)
- Wij. Opernballett. Libretto von Margarita Cherkashina und L. Mykhaylov nach Nikolai Gogols Erzählung Wij, op. 32 (1980)
- Der unfreiwillige Heiratsvermittler nach der Komödie Der schelmische Offiziersbursche von Hryhorij Kwitka-Osnowjanenko op. 34 (1982, rev. 1985)
- Einsamkeit. Monodram nach Lettres à une inconnue von Prosper Mérimée op. 47 (1992–1993)
- Monologe der Julia. Monodram nach William Shakespeares Romeo und Julia op. 54 (1998)

### Ballett
- Der Kaminmeister nach dem gleichnamigen Drama von Lessja Ukrajinka op. 16 (1968)
- Liebestod. Ballett-Sinfonie op. 53 (1997)
- Pflicht und Glaube und Liebe. Ballett nach Jewegenij Gabrilowitschs Drehbuch zu dem Film Kommunist op. 39 (1985)
- Wij. Choreographische Szenen nach der gleichnamigen Erzählung von Nikolai Gogol op. 57 (1999–2000)

### Gesangsstimme(n) und Orchester
- Vokalise für Singstimme und Kammerorchester op. 21 (1973)
- Sinfonie Nr. 3 nach Worten von Rosa Levina für Männerchor und Orchester op. 23 (1974)
- Strecke deine Handflächen aus nach einem Gedicht von Wolodymyr Sosjura für Tenor und Kammerorchester op. 26 (1977)
- De profundis. Vokalsinfonie nach Worten von Taras Schewtschenko für Sopran, Tenor und Orchester op. 51 (1995)

### Orchester
- Sinfonie Nr. 1 op. 2 (1962)
- In Erinnerung an Taras-Schewtschenko. Sinfonische Dichtung op. 3 (1962–1963)
- Sinfonie Nr. 2 op. 11 (1965)
- Die Zerstörung des Geschwaders. Suite aus der Oper o. op. (1967)
- Der Kaminmeister. Zwei Suiten aus dem Ballett o. op. (1970; 1974)[2]
- Кupalo. Sinfonisches Gemälde op. 18 (1971)
- In modo romantico. Lyrisches Poem op. 42 (1989)

### Streichorchester
- Sinfonietta op. 1 (1962)
- Concerto grosso op. 33 (1981)

### Instrumentalkonzert
- Konzertpoem für Violoncello und Orchester op. 6 (1963)
- Kammersinfonie Nr. 1 für Violine und Orchester op. 14 (1967)[3][4]
- Ukrainisches Capriccio für Violine und Kammerorchester op. 20 (1973)[5]
- Kammersinfonie Nr. 2 für Violine und Orchester op. 29 (1978–1979)
- Kammersinfonie Nr. 4 für Violoncello und Streichorchester op. 49 (1994–1996)
- Adagio für Oboe und Streichorchester op. 55 (1998–1999)

### Kammermusik
- Streichquartett op. 12 (1965)
- Triptychon für Bläserquintett op. 31 (1978)
- Legende für Saxophonquartett op. 56 (1999)

### Chor
- Canto ricordo für Kammerchor und Violine op. 37 (1983)

Chorsätze a cappella nach Texten von Sergei Jessenin und Wolodymyr Sosjura

### Lied
Lieder und Romanzen nach Texten von Iwan Dratsch, Felix Krivin, Dmytro Pawlytschko und Jossif Utkin